# Pierre Villate
Pierre Villate, dit Malebouche, peintre et peintre-verrier français, citoyen d'Avignon, originaire du diocèse de Limoges, né à Larche, vers 1430, actif à Avignon jusqu'en 1497 où il est mort. Il est mort avant le 21 janvier 1505.

## Biographie
Pierre Villate est le fils d'Henri Villate, meunier. Il est né vers 1430 le moulin de La Dou qui appartenait aux seigneurs de Couzages. C'est peut-être grâce aux seigneurs de Couzages que Pierre Villate a pu aller se former à la peinture à Angers à l'âge de 14 ans chez des moines. Il est resté dans cette ville pendant 5 ans avant d'être reçu maître et où il a probablement rencontré le roi René. Il est parti s'installer à Avignon après un court passage en Corrèze. Il est aussi connu sous le surnom de Malebouche, faisant peut-être référence à son caractère et au nom donné par le roi René à un des personnages du Livre du cœur d'Amour épris. 
Sa vie est connue à Avignon à partir 1451 grâce des prix-faits pour des tableaux que le chanoine Requin a reproduits dans un article donné au cours de la « Réunion des sociétés des beaux-arts » de 1889. Son frère, Antoine, âgé de 14 ans, signe un contrat d'apprentissage avec un épicier d'Avignon, Jacques de Nerys, le 6 octobre 1452. Ce contrat précise l'origine de Pierre Villate.
Pierre Villate, s'il n'a pas été le peintre du roi René d'Anjou, il a eu des clients de qualité : Jean de Mareuil, évêque d'Uzès, Jean Casaleti, abbé de Senanque, le chapitre de Saint-Pierre, les Célestins d'Avignon, les Frères prêcheurs de Marseille, Pierre Cadard d'Ancezune, Jacques Forbin de Marseille. 
Il a été chargé de peindre, avec Enguerrand Quarton, La Vierge de miséricorde de la famille Cadard pour la chapelle de Pierre Cadard, seigneur du Thor, aux Célestins, en 1452. Ce seigneur dû être satisfait du tableau car il lui commande un retable deux ans plus tard pour sa chapelle dans la cathédrale Notre-Dame des Doms par l'intermédiaire de Michel Gardet, procureur des Célestins. Le prix-fait précise que ce tableau doit représenter la Crucifixion avec la Sainte Vierge à sa droite et saint Jean à sa gauche. Du côté de la Sainte Vierge, saint Sébastien présente Pierre Cadard au Christ. De l'autre côté, sainte Catherine fait de même pour son épouse, Catherine Aubertas.
Le 7 octobre 1458, c'est un marchand d'Avignon, Thomas de Faret qui lui commande pour l'église des Célestins la réalisation d'un tableau représentant la Transfiguration de Jésus-Christ conforme au dessin contresigné par le notaire.
Pierre Villate s'engage le 10 octobre 1459 à peindre pour l'église des Prêcheurs de Marseille un retable avec au milieu saint Vincent tenant un globe surmonté d'un crucifix rayonnant décoré des cinq plaies avec trois histoires qui lui seront données  par les religieux.
Jacques Forbin, armateur de Marseille, ayant vu ce tableau aux Dominicains, voulu un tableau du même peintre et lui a passé commande le 6 mai 1461. Ce tableau devait être semblable à celui commandé par Thomas de Faret pour les Célestins mais sans les saints présentant des personnages.
Le 13 juillet 1464, Thomas de Faret, veut lui commander un retable de 15 panneaux avec sur le panneau central Notre-Seigneur Jésus-Christ crucifié. Les Célestins s'engagent à payer de leur côté 160 florins et à le nourrir ainsi que son ouvrier quand ils travaillent sur le retable.
Le 2 novembre 1466, Jean des Mares, sabbatier d'Avignon, lui commande un retable pour la décoration de sa maison identique à celui que Pierre Villate a dû faire pour l'église Saint-Agricol.
Le 27 août 1467, Jean de Mareuil, évêque d'Uzès, commande les verrières de sa maison faites de verre blanc et de verre peint.
Il n'y a pas d'archives pour les cinq années suivantes, mais on sait qu'il travaille en 1468 à Marseille sur un retable pour Paulet de Malsang, marchand de la ville. Il est de nouveau à Marseille en 1471 où il promet de peindre un retable pour la confrérie de Sainte-Catherine de Sienne établie par les marchands de laine de la ville dans l'église des Dominicains. Dans ces contrats, il est prévu de loger le peintre, son fils et un ouvrier pendant la réalisation des retables.
Le 26 février 1473, Jean Zampini lui demande de peindre à fresque, à réaliser un vitrail et un retable pour la chapelle qu'il venait de faire construire dans la paroisse Notre-Dame de la Principale. Le retable présente en son centre la Sainte Vierge, avec, d'un côté saint Matthieu, et de l'autre saint Jean-Baptiste. Deux mois plus tard, il s'engage à réaliser un retable pour Pierre Embergue, mercier. Le 7 mai 1473, l'évêque d'Uzès s'adresse à lui pour réaliser un vitrail dans sa chapelle dans l'église des Célestins.
L'abbé de Sénanque, Jean Casaleti (ou Jean III de Casalet), docteur de l'université d'Avignon et recteur de Comtat, lui passe commande de la décoration de sa maison.
Le 13 décembre 1476, il promet à Nicaise Uvalet, chanoine de la collégiale Saint-Pierre, de peindre un vitrail pour cette église, au-dessus de la chapelle Saint-Georges, sur lequel il doit représenter la Transfiguration de Notre-Seigneur.
Il n'existe pas d'archives à Avignon permettant de savoir ce qu'il a fait pendant dix ans. Le 30 août 1486, il donne quittance à Nicolas de Mari, prieur de Bagnière, hameau de la commune de Saint-Jean-du-Gard, pour le paiement d'un retable, ou Majesté en l'honneur des onze mille vierges et de beaucoup d'autres saints.
Le 14 mars 1495, son fils signe un prix-fait dont Pierre Villate se fait caution. Une quittance est donnée le 13 mai 1497 pour ce travail.
De son épouse, Jacqueline, il a eu deux fils, François et Laurent, peintres à Avignon. Il est mort avant le 21 janvier 1505 car à cette date, sa veuve, Jacqueline, fait un legs à son fils François, peintures et verrières.

## Tableaux
- Il peint avec Enguerrand Quarton le tableau La Vierge de miséricorde de la famille Cadard en 1452.

### Média
- Entretien avec Juliette Vilatte Jabiolle sur U Tube